# Mihkel Martna
Mihkel Martna (Paimvere, 1860. szeptember 17. – Tallinn, 1934. május 23.) észt politikus, újságíró.

## Élete
Egy helyi falusi iskolában tanult, majd mezőgazdasági munkás volt, ezután Tallinnban szobafestő lett. Ebben az időben ismerkedett meg az európai munkásmozgalommal, a szocializmussal és a marxizmussal. Az egyik legelső észt volt, aki e területen tevékenykedett, ezért az észt szociáldemokrácia atyjaként is ismert. Fiatalon aktívan részt vett az észt nemzeti mozgalmakban is, cikkeket publikált a Postimees-ben és a Sakalában is, valamint néprajzi gyűjtőmunkával is foglalkozott. A szocialista eszméket előbb Tallinban terjesztette, az 1880-as évek végén Tartuban élt, itt azonban összeütközésbe került Peeter Speekkel és más tartui szocialistákkal, ezért visszatért Tallinnba. 
Részt vett az 1905-ös orosz forradalomban, emiatt 1906 és 1917 közt száműzetésben élt (leginkább Svájcban, Németországban és Finnországban). 1918 elején Martna, miután megismerkedett a független Finnország életével úgy döntött, hogy támogatja és előmozdítja a független Észtország ügyét. Több társával együtt megalapította az Észt Szocialista Munkáspártot (Eesti Sotsiaaldemokraatiline Töölistepartei), majd a párt balszárnyának vezetője lett. 
Részt vett az észt külpolitikában is. Jaan Tõnissonnal és Karl Menninggel együtt. Ő volt Észtország első képviselője Németországban (1919). Tagja volt az észt tartományi gyűlésnek, az észt alkotmányozó gyűlésnek és a Riigikogunak. 1929 és 1934 közt a Riigikogu alelnöke volt. Az Észt Köztársaság politikai életének meghatározó alakja, az Észt Szocialista Munkáspárt vezető teoretikusa volt. 1930-ban a Tartui Egyetem díszdoktorává választották.

## Válogatott munkái
- C. R. Jakobson (1903)
- Punased aastad Eestis (1907)
- Külast (1914)
- 1917—1920. Eesti s.-d. tööliste partei poliitika, Tallinn, 1920
- Revolutsioon, Eesti iseseisvus ja tööliste klass, Tallinn, 1920
- 8-tunniline tööpäev (1924)
- Mälestused iseseisvuse võitluspäevilt I–II (1927, 1930)

## Fordítás
- Ez a szócikk részben vagy egészben  a   Mihkel Martna című angol Wikipédia-szócikk ezen változatának fordításán alapul.  Az eredeti cikk szerkesztőit annak laptörténete sorolja fel. Ez a jelzés csupán a megfogalmazás eredetét és a szerzői jogokat jelzi, nem szolgál a cikkben szereplő információk forrásmegjelöléseként.